# Wiesław Langiewicz
Wiesław Langiewicz (ur. 2 stycznia 1940 w Przemyślu) – polski koszykarz, wielokrotny reprezentant kraju, wychowanek Polonii Przemyśl, ligowiec w barwach Gwardii Wrocław i Wisły Kraków.

## Życiorys
Występował na pozycji obrońcy. Był bardzo skutecznym strzelcem, wielokrotnym medalistą mistrzostw Polski oraz dwukrotnym medalistą mistrzostw Europy. 
W reprezentacji Polski debiutował w 1961. Uczestniczył w mistrzostwach Europy w 1963 we Wrocławiu, zdobywając wraz z reprezentacją Polski srebrny medal. Wystąpił w czterech z dziewięciu meczów, w tym w finale, zdobył łącznie 13 punktów. Pominięty przez trenera Witolda Zagórskiego w drużynie na IO w Tokio w 1964, został jednak ponownie powołany do reprezentacji na mistrzostwa Europy w 1965. Tym razem zagrał w ośmiu z dziewięciu meczów i zdobył 65 punktów. Polska reprezentacja zdobyła drugi z rzędu medal, tym razem brązowy. Ostatnią dużą imprezą z udziałem Langiewicza były mistrzostwa świata w 1967 w Urugwaju. Zagrał wówczas we wszystkich dziewięciu meczach, rzucając 58 punktów. Reprezentacja Polski zajęła piąte miejsce.
W 1959 został królem strzelców mistrzostw Polski juniorów w barwach Polonii Przemyśl. Po tym sukcesie debiutował sezonie 1959/1960 w I lidze w barwach Gwardii Wrocław, ale jego drużyna zajęła 11 miejsce i nie utrzymała się w najwyższej klasie rozgrywek. W sezonie 1960/1961 zdołał wraz Gwardią wywalczyć ponowny awans do I ligi. Następnie w sezonie 1961/1962 Gwardia uplasowała się tylko na 10 miejscu, ale Langiewicz został drugim najskuteczniejszym strzelcem ligi, za Jerzym Piskunem. Indywidualne osiągnięcie powtórzył w sezonie 1962/1963 (tym razem za Mieczysławem Łopatką, czterokrotnie rzucając ponad 40 pkt), ale jego drużyna kolejny raz spadła z I ligi, zajmując 11 miejsce. Po tym sezonie przeniósł się do mocniejszego klubu, jakim była wówczas Wisła Kraków.
9 maja 1964 wziął udział w meczu Wisła Kraków (70:117) All-Stars USA. W składzie reprezentacji gwiazd znajdowali się zawodnicy NBA: Bob Pettit (Hawks), Tom Heinsohn (Celtics), Bill Russell (Celtics), Oscar Robertson (Royals), Jerry Lucas (Royals), Tom Gola (Knicks), Bob Cousy, K.C. Jones (Celtics). W spotkaniu tym zanotował 14 punktów.
W okresie gry w Wiśle jego zespół zdobył mistrzostwo Polski w latach 1964 i 1968, wicemistrzostwo w latach 1965, 1966, 1967, 1969, 1971, trzecie miejsce w roku 1970. W czasie ośmiu kolejnych sezonów za każdym razem stawał na podium. Ostatni sezon ligowy w karierze (1971/1972) zakończył na 4 miejscu. Indywidualnie w sezonie 1966/1967 był liderem klasyfikacji strzelców po pierwszej rundzie, ale kontuzja ręki wyeliminowała go z gry w niemal całej rundzie rewanżowej. W sezonie 1967/1968 był drugim strzelcem ligi (za Bohdanem Likszo), w sezonie 1969/1970 trzecim (za B. Likszą i M. Łopatką), w sezonie 1969/1970 ponownie drugim (za Edwardem Jurkiewiczem). Ponadto razem z drużyną trzykrotnie zajmował trzecie miejscu w turnieju o Puchar Polski w latach (1969, 1971–1972). 
W październiku 1965 wystąpił ze swoją drużyną na Festiwalu FIBA, który odbył się w Krakowie z okazji 60-lecia Wisła Kraków. Wisła wygrała 78:70 z reprezentacją Europy oraz 85:70 z Realem Madryt. W kronikach sekcji uważa się te zwycięstwa za najcenniejsze na arenie międzynarodowej.
W 1968 został uznany przez trenerów oraz dziennikarzy "Sportowca", za najlepszego zawodnika polskiej ligi (260 głosów), wyprzedzając w głosowaniu Mieczysława Łopatkę (65 głosów). 
Po zakończeniu kariery w Polsce grał jeszcze we francuskim drugoligowym klubie Neuille.
Absolwent prawa na Uniwersytecie Wrocławskim, zawodowo pracował jako nauczyciel wychowania fizycznego we Francji, gdzie zamieszkał na stałe.

## Osiągnięcia

### Klubowe
- 2-krotny mistrz Polski (1964, 1968)[2]
- 5-krotny wicemistrz Polski (1965–1967, 1969, 1971)
- brązowy medalista mistrzostw Polski (1970)
- Zawodnik Roku (1968)[2]
- "król strzelców" mistrzostw Polski juniorów (1957)[2]
- Brązowy medalista mistrzostw Polski juniorów (1957)[2]
- Uczestnik Festiwalu FIBA (1965)[2]

### Reprezentacja
- srebrny medalista mistrzostw Europy (1963 - Wrocław)
- brązowy medalista mistrzostw Europy (1965 - Moskwa)